# Golf van Cagliari
De Golf van Cagliari (Italiaans: Golfo di Cagliari, Sardijns: Golfu de Casteddu) is een golf aan de zuidkust van het Italiaanse eiland Sardinië, bij de hoofdstad Cagliari. De baai staat ook bekend als de Golfo degli Angeli, oftewel de Golf van de Engelen. De baai ligt tussen Capo Carbonara en het Isola dei Cavoli in het oosten en Capo Spartivento in het westen. Voor een deel bestaat de kust uit zandstranden, voor een ander deel uit rotsen. Langs de kust liggen meerdere havens, waaronder de haven van Cagliari.
Naast Cagliari liggen ook de volgende gemeenten aan de golf: Domus de Maria, Pula, Villa San Pietro, Sarroch, Capoterra, Quartu Sant'Elena, Sinnai en Villasimius. Het belangrijkste strand van de baai is te vinden bij Poetto. Daarnaast zijn er ook moerasgebieden en lagunes (Stagni) te vinden langs de kust, onder andere bij Cagliari en Quartu Sant'Elena. Deze gebieden trekken vele vogels aan, waaronder flamingo's. Op het schiereiland bij Pula ligt de archeologische vindplaats Nora.